# Letteratura bahai
La letteratura bahá'í è costituita dall'insieme delle opere letterarie correlate alla Fede bahá'í, la visione della religione rinnovata e insegnata da Bahá'u'lláh.
Le opere bahá'í possono essere di diversa natura, si va dai Testi sacri veri e propri alle raccolte di lettere scritte a credenti del Loro tempo dalle Figure Centrali della fede, a testi a carattere divulgativo, storico, esegetico o apologetico. 
Le opere bahá'í e specialmente i Testi sacri, hanno massimo valore per la Comunità bahá'í, e attualmente (2023) sono tradotti in oltre ottocento lingue.
Alcune lettere dei Fondatori della Fede bahá'í chiamate anche tavole, sono ora raccolte in specifici volumi ed hanno una grande importanza teologica.
La Casa Universale di Giustizia tuttora usa delle lettere come mezzo di comunicazione con tutti o con Comunità Nazionali, o per rispondere a quesiti di singoli credenti, o per il mondo esterno.

## Testi sacri e testi vincolanti
Secondo la Religione bahá'í il Báb e Bahá'u'lláh hanno avuto da Dio la Rivelazione e pertanto le Loro opere sono una ispirazione divina e quindi divine esse stesse.
'Abdu'l-Bahá fu nominato da Bahá'u'lláh come Suo successore e interprete dei Suoi testi rivelati.
Le opere di `Abdu'l-Bahá non fanno parte della specifica Rivelazione, ma la loro autorizzata interpretazione da parte di Bahá'u'lláh le rende pienamente autorevoli per i bahá'í e quindi costituiscono parte integrante degli Scritti Sacri.
`Abdu'l-Bahá viene considerato, seppur distintamente dal rango Profetico del Báb e di Bahá'u'lláh, una delle figure centrali della Fede bahá'í.
Similmente gli scritti di Shoghi Effendi sono autorevoli anche se con un loro grado di importanza interpretativa nel legame con gli Scritti Rivelati e con quelli di `Abdu'l-Bahá ai quali fanno spesso riferimento.
Per quanto riguarda la Casa Universale di Giustizia essa non interviene su quanto già chiaramente espresso nelle opere dei Fondatori o in quelle di `Abdu'l-Bahá o di Shoghi Effendi, ma si occupa di questioni non presenti o di quanto le è stato specificamente attribuito.
Le opere del Báb, di Bahá'u'lláh, di `Abdu'l-Bahá, di Shoghi Effendi e della Casa Universale di Giustizia costituiscono secondo la loro corroborante, relativa e unitaria valenza il Corpo dei testi canonici bahai.
Una raccolta speciale di Sacra Scrittura sono i testi di preghiera delle Figure Centrali della Fede che spesso in origine furono inviate come lettere a dei credenti. Tali compilazioni, come ad esempio Preghiere e meditazioni di Bahá'u'lláh, sono formative per i Baha'i e vengono regolarmente usate, con un senso di comunione spirituale, che scaturisce dalla loro lettura, legata anche allo studio e meditazione del contenuto di altri Testi Sacri.

## Testi storici e biografici
Il libro Dio Passa nel Mondodi Shoghi Effendi è un testo di riferimento sulla storia della Religione bahá'í dal 1844 al 1944. 
Il testo Gli Araldi dell'Aurora  di Nabil-Zarandi narra quel periodo storico della Fede che è parte delle memorabili premesse antecedenti la dichiarazione del Báb fino all'esilio dalla Persia di Bahá'u'lláh, 1853.
Il testo Ministry of the Custodians di Rúhíyyih Khanum illustra la fase di transizione nella leadership baha'i dopo il trapasso di Shoghi Effendi dal 1957 fino all'elezione della Casa Universale di Giustizia del 1963.
Esistono scritti di parecchi autori sui primi periodi della fede, alcuni anche con significativi dati biografici e storici. In particolare le opere di H. M. Balyuzi e di A. Taherzadeh sulla storia delle figure centrali della religione bahai.

## Testi divulgativi e di studio
Uno dei testi bahá'í a carattere divulgativo tuttora tra i più utilizzati è Bahá'u'lláh e la nuova eradi John Esslemont pubblicato in inglese nel 1923.
Il testo di Esslemont è stato riedito diverse volte ed è tuttora adatto per un'introduzione ampia ai temi della Fede bahá'í.
Altri testi divulgativi sono: The Bahá'í Faith, The Emerging Global Religion di Hatcher e Martin o il A Short Introduction to the Bahá'í Faith di Momen e il The Bahá'í Religion di Smith
Altrettanto importanti sono le pubblicazioni nate in varie parti del mondo a cura delle locali comunità bahá'í.

## Testi apologetici
Alcune opere di Bahá'u'lláh sono classificate come apologetiche oltre ad essere dei lavori dottrinali di base come il Kitáb-i-Íqán o la Lettera al figlio del Lupo, anche se storicamente e geograficamente furono all'inizio perlopiù destinate alla cultura islamica.
Nabíl-i-Akbar e Mírzá Abu'l-Fadl Gulpáygání, illustri discepoli provenienti dall'Islam, accettarono la rivelazione di Bahá'u'lláh e scrissero dei testi a carattere apologetico, il più noto dei quali è The Brilliant Proof di 
Mírzá Abu'l-Fadl. 
George Townshend scrisse Christ and Bahá'u'lláh, un testo celebrativo, in risposta a vari quesiti cristiani.
Testi 'minori' sono stati pubblicati in varie parti del mondo da Bahai che hanno così reso testimonianza della propria fede con dei loro scritti.

## Lingua
La maggior parte delle Opere bahá'í, comprese quelle di Bahá'u'lláh, sono state scritte in persiano o in arabo.
Le traduzioni in inglese utilizzano la traslitterazione tipica dell'ortografia bahai sviluppata da Shoghi Effendi, che fu designato da 'Abdu'l-Bahá come interprete degli Scritti sacri della Fede. 
L'ortografia sviluppata da Shoghi Effendi rappresenta uno standard e viene usata comunemente per la traduzione e traslitterazione dei nomi, ad eccezione di esigenze tipografiche speciali.

## Autenticità
I Bahá'í danno importanza agli Scritti dei personaggi storici che hanno avuto contatti diretti con le figure centrali della Fede, o ai quali siano state indirizzate delle Tavole, ponendo di conseguenza il problema dell'autenticità dei relativi scritti avuti. 
Su questo problema vigila e decide la Casa Universale di Giustizia che attraverso il Dipartimento di Ricerca e la Biblioteca bahá'í raccoglie, cataloga, valuta, e traduce i testi in questione.
Vari pellegrini e coloro che, ebbero contatti diretti con Bahá'u'lláh o `Abdu'l-Bahá lasciarono anche parecchie testimonianze, e le loro parole e il loro pensiero rappresentano documentazione di studio una volta che ne sia stata accertata l'autenticità e la fedeltà di rapporto, pur non costituendo dei testi di valenza assoluta. 
Alcune raccolte dei discorsi di `Abdu'l-Bahá, come `Abdu'l-Bahá in London, Paris Talks, e The Promulgation of Universal Peace rientrano in tale speciale categoria.

## Opere bahá'í
Molte delle opere, redatte in inglese, sono qui riportate suddivise per autore. 

### `Abdu'l-Bahá
- `Abdu'l-Bahá, `Abdu'l-Bahá in London, London, UK, Bahá'í Publishing Trust, 1982  [1911], ISBN 0-900125-50-0.
- `Abdu'l-Bahá, `Abdu'l-Bahá on Divine Philosophy, Boston, USA, Tudor Press, 1918.
- `Abdu'l-Bahá, Foundations of World Unity, Wilmette, Illinois, USA, Bahá'í Publishing Trust, 1972, ISBN 0-87743-018-7.
- `Abdu'l-Bahá, Memorials of the Faithful, Wilmette, Illinois, USA, Bahá'í Publishing Trust, 1997  [1915], ISBN 0-87743-242-2.
- `Abdu'l-Bahá, Paris Talks, Bahá'í Distribution Service, 1995  [1912], ISBN 1-870989-57-0.
- `Abdu'l-Bahá, The Promulgation of Universal Peace, a cura di MacNutt, Wilmette, Illinois, USA, Bahá'í Publishing Trust, 1982  [1912], ISBN 0-87743-172-8.
- `Abdu'l-Bahá, The Secret of Divine Civilization, a cura di Gail e Khan, Wilmette, Illinois, USA, Bahá'í Publishing Trust, 1990  [1875], ISBN 0-87743-008-X.
- `Abdu'l-Bahá, Selections From the Writings of `Abdu'l-Bahá, a cura di Gail, Wilmette, Illinois, USA, Bahá'í Publishing Trust, 1978, ISBN 0-85398-084-5.
- `Abdu'l-Bahá, Some Answered Questions, Wilmette, Illinois, USA, Bahá'í Publishing Trust, 1990  [1908], ISBN 0-87743-162-0.
- `Abdu'l-Bahá, Tablets of Abdul-Baha Abbas, Chicago, USA, Bahá'í Publishing Committee, 1909.
- `Abdu'l-Bahá, Tablets of the Divine Plan, Wilmette, Illinois, USA, Bahá'í Publishing Trust, 1991  [1916-17], ISBN 0-87743-233-3.
- `Abdu'l-Bahá, The Question of Universal Peace - The Tablet to The Hague by 'Abdu'l-Bahá, Den Haag, The Netherlands, Stichting Bahá'í Literatuur, 1999  [1919], ISBN 90-70765-43-8.
- `Abdu'l-Bahá, A Traveller's Narrative: Written to illustrate the episode of the Bab, a cura di Browne, 2004 reprint, with translator's notes, Los Angeles, USA, Kalimát Press, 2004  [1886], ISBN 1-890688-37-1.
- `Abdu'l-Bahá, The Will And Testament of ‘Abdu’l-Bahá, Mona Vale, N.S.W, Australia, Bahá'í Publications Australia, 1992  [1921], ISBN 0-909991-47-2.

Molte delle opere elencate sono delle raccolte, si stima tuttavia che esistano circa 15.000 pezzi archiviati per oltre circa 30.000 scritti.

#### Il Báb
- Bayán arabo
- Bayán persiano
- The Báb, Selections from the Writings of the Báb, Wilmette, Illinois, USA, Bahá'í Publishing Trust, 1976, ISBN 1-931847-30-4.

#### Bahá'u'lláh
- Bahá'u'lláh, Epistle to the Son of the Wolf, Paperback, Wilmette, Illinois, USA, Bahá'í Publishing Trust, 1988  [1892], ISBN 0-87743-182-5.

- Bahá'u'lláh, Gems of Divine Mysteries, Haifa, Israel, Bahá'í World Centre, 2002, ISBN 0-85398-975-3.

- Bahá'u'lláh, Gleanings from the Writings of Bahá'u'lláh, Wilmette, Illinois, USA, Bahá'í Publishing Trust, 1976, ISBN 0-87743-187-6.

- Bahá'u'lláh, The Hidden Words of Bahá'u'lláh, Wilmette, Illinois, USA, Bahá'í Publishing Trust, 2003  [1858], ISBN 0-87743-296-1.

- Bahá'u'lláh, The Kitáb-i-Aqdas: The Most Holy Book, Wilmette, Illinois, USA, Bahá'í Publishing Trust, 1992  [1873], ISBN 0-85398-999-0.

- Bahá'u'lláh, Kitáb-i-Íqán: The Book of Certitude, Wilmette, Illinois, USA, Bahá'í Publishing Trust, 2003  [1862], ISBN 1-931847-08-8.

- Bahá'u'lláh, Meditations of the Blessed Beauty, London, UK, Bahá'í Publishing Trust, 1992, ISBN 1-870989-18-X.

- Bahá'u'lláh, Prayers and Meditations, Wilmette, Illinois, USA, Bahá'í Publishing Trust, 1974  [1938], ISBN 0-87743-024-1.

- Bahá'u'lláh, Proclamation of Bahá'u'lláh, Wilmette, Illinois, USA, Bahá'í Publishing Trust, 1991, ISBN 0-87743-064-0.

- Bahá'u'lláh, The Seven Valleys and the Four Valleys, Wilmette, Illinois, USA, Bahá'í Publishing Trust, 1991  [1856-63], ISBN 0-87743-227-9.

- Bahá'u'lláh, The Summons of the Lord of Hosts, Haifa, Israel, Bahá'í World Centre, 2002, ISBN 0-85398-976-1.

- Bahá'u'lláh, The Tabernacle of Unity, Bahá’u’lláh’s Responses to Mánikchí Sáhib and Other Writings, Haifa, Israel, Bahá’í World Centre, 2006, ISBN 0-85398-969-9.

- Bahá'u'lláh, Tablets of Bahá'u'lláh Revealed After the Kitáb-i-Aqdas, Wilmette, Illinois, USA, Bahá'í Publishing Trust, 1994  [1873-92], ISBN 0-87743-174-4.
  - Sono state raccolte oltre 7000 tavole e altri scritti per circa 15.000 pezzi[10][11][12], anche se solo una parte è stata catalogata e tradotta[13].

#### Libri di preghiere
- Il Báb, Bahá'u'lláh e `Abdu'l-Bahá, Bahá'í Daybook: Passages for Deepening and Meditation, Wilmette, Illinois, USA, Bahá'í Publishing Trust, 1996, ISBN 0-87743-154-X.

- Il Báb, Bahá'u'lláh e `Abdu'l-Bahá, Bahá'í Prayers: A Selection of Prayers Revealed by Bahá’u’lláh, the Báb, and ‘Abdu’l-Bahá, Wilmette, Illinois, USA, Bahá'í Publishing Trust, 2002, ISBN 0-87743-285-6.

- Il Báb, Bahá'u'lláh e `Abdu'l-Bahá, Fountains of Love: A Selection of Prayers and Meditations by Bahá'u'lláh, The Báb, and `Abdu'l-Bahá, Germany, Bahá'í Verlag GmbH, 2003, ISBN 3-87037-397-0.

- Il Báb, Bahá'u'lláh e `Abdu'l-Bahá, Remembrance of God: A Selection of Bahá'í Prayers and Holy Writings, New Delhi, India, Bahá'í Publishing Trust, 2000, ISBN 81-85091-64-1.

#### Figure centrali
La Casa Universale di Giustizia ha preparato diverse raccolte di estratti dalle opere delle Figure centrali bahai e di Shoghi Effendi.
- Compilations, Compilation of Compilations, Volume I, a cura di Research Department of the Universal House of Justice, Bahá’í World Centre, Bahá’í Publications Australia, 1991.

- Compilations, Compilation of Compilations, Volume II, a cura di Research Department of the Universal House of Justice, Bahá’í World Centre, Bahá’í Publications Australia, 1991.

- Compilations, Compilation of Compilations, Volume III, a cura di Research Department of the Universal House of Justice, Bahá’í World Centre, Bahá’í Publications Australia, 2000, ISBN 1-876322-84-5.

- Compilations, Lights of Guidance: A Bahá'í Reference File, a cura di Hornby, Helen (Ed.), Bahá'í Publishing Trust, New Delhi, India, 1983, ISBN 81-85091-46-3.

#### Shoghi Effendi
- Shoghi Effendi, The Advent of Divine Justice, Wilmette, Illinois, USA, Bahá'í Publishing Trust, 1938, ISBN 0-87743-195-7.

- Shoghi Effendi, Bahá'í Administration, Wilmette, Illinois, USA, Bahá'í Publishing Trust, 1974, ISBN 0-87743-166-3.

- Shoghi Effendi, Citadel of Faith: Messages to America, 1947-1957, Wilmette, Illinois, USA, Bahá'í Publishing Trust, 1980, ISBN 0-87743-145-0.

- Shoghi Effendi, Dawn of a New Day, India, Bahá'í Publishing Trust, 1970.

- Shoghi Effendi, Directives from the Guardian, Hawaii Bahá'í Publishing Trust, 1973.

- Shoghi Effendi, The Dispensation of Bahá'u'lláh, Wilmette, Illinois, USA, Bahá'í Publishing Trust, 1981, ISBN 0-900125-46-2.

- Shoghi Effendi, God Passes By, Wilmette, Illinois, USA, Bahá'í Publishing Trust, 1944, ISBN 0-87743-020-9.
- Shoghi Effendi, Dio Passa nel Mondo, Roma, Casa Editrice Bahá'í, 2010, ISBN 8872140870.

- Shoghi Effendi, The Light of Divine Guidance (Volume 1), Germany, Bahá’í Publishing Trust, 1982.

- Shoghi Effendi, The Light of Divine Guidance (Volume 2), Germany, Bahá’í Publishing Trust, 1982, ISBN 3-87037-159-5.

- Shoghi Effendi, Messages to the Bahá'í World, 1950-1957, Wilmette, Illinois, USA, Bahá'í Publishing Trust, 1971, ISBN 0-87743-036-5.

- Shoghi Effendi, Principles of Bahá'í Administration, 4th, London, UK, Bahá'í Publishing Trust, 1976, ISBN 0-900125-13-6.

- Shoghi Effendi, Promised Day is Come, Wilmette, Illinois, USA, Bahá'í Publishing Trust, 1996, ISBN 0-87743-244-9.

- Shoghi Effendi, The World Order of Bahá’u’lláh, Wilmette, Illinois, USA, Bahá'í Publishing Trust, 1938, ISBN 0-87743-231-7.

#### Casa Universale di Giustizia
La Casa Universale di Giustizia, direttamente o attraverso le proprie agenzie, ha pubblicato diverse opere.
- Casa Universale di Giustizia, Attainment of the Unity of Nations and the Lesser Peace, Bahá'í World Centre, 2001.

- Casa Universale di Giustizia, Bahá’u’lláh, Bahá'í World Centre, 1992.

- Casa Universale di Giustizia, Century of Light, Wilmette, Illinois, USA, Bahá'í Publishing Trust, 2001, ISBN 0-87743-294-5.

- Casa Universale di Giustizia, Constitution of the Universal House of Justice, Bahá'í World Centre, 1972.

- Casa Universale di Giustizia, Letter to the World's Religious Leaders, Bahá'í World Centre, 2002.

- Casa Universale di Giustizia, Messages from the Universal House of Justice, 1963-1986: The Third Epoch of the Formative Age, a cura di Marks, G.W., (Ed.), Wilmette, Illinois, USA, Bahá'í Publishing Trust, 1996, ISBN 0-87743-239-2.

- Casa Universale di Giustizia, One Common Faith, Wilmette, Illinois, USA, Bahá'í Publishing Trust, 2005, ISBN 0-87743-315-1.

- Casa Universale di Giustizia, The Promise of World Peace, London, UK, Oneworld, 1986, ISBN 1-85168-002-0.

#### Mírzá Abu'l-Fadl Gulpáygání
- Mírzá Abu'l-Fadl Gulpáygání, The Brilliant Proof, Los Angeles, Kalimát Press, 1998, ISBN 1-890688-00-2. URL consultato il 17 agosto 2009 (archiviato dall'url originale il 30 settembre 2007).

- Mírzá Abu'l-Fadl Gulpáygání, Miracles and Metaphors, Los Angeles, Kalimát Press, 1981, ISBN 0-933770-22-7.

#### Balyuzi, H.M.
- H.M. Balyuzi, `Abdu'l-Bahá: The Centre of the Covenant of Bahá'u'lláh, Oxford, UK, George Ronald, 2001, ISBN 0-85398-043-8.

- H.M. Balyuzi, The Báb: The Herald of the Day of Days, Oxford, UK, George Ronald, 1973, ISBN 0-85398-048-9.

- H.M. Balyuzi, Bahá'u'lláh, King of Glory, Oxford, UK, George Ronald, 2000, ISBN 0-85398-328-3.

- H.M. Balyuzi, Edward Granville Browne and the Bahá'í Faith, Oxford, UK, George Ronald, 1970, ISBN 0-85398-023-3.

- H.M. Balyuzi, Eminent Bahá'ís in the time of Bahá'u'lláh, Oxford, UK, George Ronald, 1985, ISBN 0-85398-152-3.

- H.M. Balyuzi, Khadijih Bagum, the Wife of the Báb, Oxford, UK, George Ronald, 1981, ISBN 0-85398-100-0.

- H.M. Balyuzi, Muhammad and the Course of Islam, Oxford, UK, George Ronald, 1976, ISBN 0-85398-478-6.

#### J. E.Esslemont
- Esslemont, J.E., Bahá'u'lláh and the New Era, 5th, Wilmette, Illinois, USA, Bahá'í Publishing Trust, 1980, ISBN 0-87743-160-4.

#### Moojan Momen
- M. (ed.) Momen, The Bábí and Bahá'í Religions, 1844-1944 - Some Contemporary Western Accounts, Oxford, UK, George Ronald, 1981, ISBN 0-85398-102-7.

- M. Momen, Buddhism and the Bahá'í Faith, Oxford, UK, George Ronald, 1994, ISBN 0-85398-384-4.

- M. Momen, Hinduism and the Bahá'í Faith, Oxford, UK, George Ronald, 1990, ISBN 0-85398-299-6.

- M. Momen, Islam and the Bahá'í Faith, An Introduction to the Bahá'í Faith for Muslims, Oxford, UK, George Ronald, 2000, ISBN 0-85398-446-8.

- M. (ed.) Momen, Selections from the Writings of E.G. Browne on the Bábí and Bahá'í Religions, Oxford, UK, George Ronald, 1987, ISBN 0-85398-246-5.

- M. Momen, A Short Introduction to the Bahá'í Faith, Oxford, UK, Oneworld Publications, 1997, ISBN 1-85168-209-0.

Re-issued in 2008 as
- Moojan Momen., The Bahá'í Faith: A Beginner's Guide, Oxford, UK, Oneworld Publications, 2008, ISBN 978-1-85168-563-9.

- M. Momen, Bahá'u'lláh: A Short Biography, Oxford, UK, Oneworld Publications, 2007, ISBN 978-1-85168-469-4.

#### Nabíl-i-Zarandí
- Nabíl-i-Zarandí, The Dawn-Breakers: Nabíl’s Narrative, a cura di Shoghi Effendi (Translator), Hardcover, Wilmette, Illinois, USA, Bahá'í Publishing Trust, 1932  [1890], ISBN 0-900125-22-5.

#### Rabbani, Rúhíyyih
- Rabbani, R. (Ed.), The Ministry of the Custodians 1957-1963, Bahá'í World Centre, 1992, ISBN 0-85398-350-X. URL consultato il 17 agosto 2009 (archiviato dall'url originale il 4 febbraio 2007).

- Rabbani, R., The Priceless Pearl, Hardcover, London, UK, Bahá'í Publishing Trust: 2000, 1969, ISBN 1-870989-91-0.

- Rabbani, R., Twenty-Five Years of the Guardianship, Wilmette, Illinois, USA, Bahá'í Publishing Trust, 1948.

#### Udo Schaefer
- Schaefer, U., Beyond the Clash of Religions: The Emergence of a New Paradigm, 2nd, Stockholm, Sweden, Zero Palm Press, 1998.

- Schaefer, U., Towfigh, N. & Gollmer, U., Making the Crooked Straight: A Contribution to Bahá'í Apologetics[collegamento interrotto], Oxford, UK, George Ronald, 2000, ISBN 0-85398-443-3.

- U. Schaefer, Bahá'í Ethics in Light of Scripture, Volume 1 - Doctrinal Fundamentals, Oxford, UK, George Ronald, 2007, ISBN 978-0-85398-505-1.

#### William Sears
- W. Sears, All Flags Flying, NSA of the Bahá'ís of South Africa, 1985, ISBN 0-908420-62-5.

- W. Sears, A Cry from the Heart: The Bahá'ís of Iran, Oxford, UK, George Ronald, 1982, ISBN 0-85398-134-5.

- W. Sears, The Flame: The Story of Lua, Oxford, UK, George Ronald, 1973, ISBN 0-85398-030-6.

- W. Sears, God Loves Laughter, Oxford, UK, George Ronald, 1960, ISBN 0-85398-019-5.

- W. Sears, The Half-Inch Prophecy, NSA of the Bahá'ís of South Africa, 2000, ISBN 1-874801-94-0.

- W. Sears, In Grandfather's Barn, USA, Bahá'í Publishing Trust, 1997, ISBN 0-87743-257-0.

- W. Sears, Prince of Peace, India, Bahá'í Publishing Trust, 1988, ISBN 81-85091-10-2.

- W. Sears, Release the Sun, USA, Bahá'í Publishing Trust, 1995, ISBN 0-87743-003-9.

- W. Sears, Run to Glory, Naturegraph Publishers Inc, 1991, ISBN 0-87961-195-2.

- W. Sears, Thief in the Night, Oxford, UK, George Ronald, 2002  [1961], ISBN 0-85398-008-X.

- W. Sears, The Wine of Astonishment, Oxford, UK, George Ronald, 1991, ISBN 0-85398-009-8.

#### Peter Smith
- P. Smith, An Introduction to the Baha'i Faith, Cambridge, Cambridge University Press, 2008, ISBN 0-521-86251-5.

- P. Smith, The Bahá'í Faith: A Short History, Oxford, UK, Oneworld Publications, 1999, ISBN 1-85168-208-2.

- P. Smith, The Bahá'í Religion, A Short Introduction to its History and Teachings, Oxford, UK, George Ronald, 1988, ISBN 0-85398-277-5.

- P. Smith, A Concise Encyclopedia of the Bahá'í Faith, Oxford, UK, Oneworld Publications, 1999, ISBN 1-85168-184-1.

#### Adib Taherzadeh
- A. Taherzadeh, The Child of the Covenant, Oxford, UK, George Ronald, 2000, ISBN 0-85398-439-5.

- A. Taherzadeh, The Covenant of Bahá'u'lláh, Oxford, UK, George Ronald, 1992, ISBN 0-85398-344-5.

- A. Taherzadeh, The Revelation of Bahá'u'lláh, Volume 1: Baghdad 1853-63, Oxford, UK, George Ronald, 1976, ISBN 0-85398-270-8.

- A. Taherzadeh, The Revelation of Bahá'u'lláh, Volume 2: Adrianople 1863-68, Oxford, UK, George Ronald, 1977, ISBN 0-85398-071-3.

- A. Taherzadeh, The Revelation of Bahá'u'lláh, Volume 3: `Akka, The Early Years 1868-77, Oxford, UK, George Ronald, 1984, ISBN 0-85398-144-2.

- A. Taherzadeh, The Revelation of Bahá'u'lláh, Volume 4: Mazra'ih & Bahji 1877-92, Oxford, UK, George Ronald, 1987, ISBN 0-85398-270-8.

- A. Taherzadeh, Trustees of the Merciful, London, UK, Bahá'í Publishing Trust, 1972, ISBN 0-900125-09-8.

#### George Townshend
- G. Townshend, Abdu'l-Bahá: The Master, Oxford, UK, George Ronald, 1957, ISBN 0-85398-253-8.

- G. Townshend, Christ and Bahá’u’lláh, Oxford, UK, George Ronald, 1966  [1957], ISBN 0-85398-005-5.

- G. Townshend, The Heart of the Gospel, Oxford, UK, George Ronald, 1951  [1939], ISBN 0-85398-020-9.

- G. Townshend, The Promise of All Ages, Oxford, UK, George Ronald, 1972  [1948], ISBN 0-85398-044-6.

#### Diversi
- Dr. Youness Afroukhteh, Memories of Nine Years in 'Akká, Oxford, UK, George Ronald, 2003  [1952], ISBN 0-85398-477-8.

- Lady Blomfield, The Chosen Highway, London, UK, Bahá'í Publishing Trust, 1975  [1956], ISBN 0-87743-015-2. URL consultato il 17 agosto 2009 (archiviato dall'url originale il 26 febbraio 2009).

- E. Braun e H. Chance, A Crown of Beauty, The The Bahá'í Faith and the Holy Land, Oxford, UK, George Ronald, 1982, ISBN 0-85398-139-6.

- Cameron, G., Momen, W., A Basic Bahá'í Chronology, Oxford, UK, George Ronald, 1996, ISBN 0-85398-404-2.

- William P. Collins, Bibliography of English-language Works on the Bábí and Bahá'í Faiths, Oxford, UK, George Ronald, 1990, ISBN 0-85398-315-1.

- Abu'l-Qasim Faizi, Conqueror of Hearts: Excerpts from Letters, Talks and Writings of Hand of the Cause of God Abu'l-Qásim Faizí, a cura di Shirley Macias, Bahá'í Library, 2002.

- `Alí-Akbar (editor) Furútan, Stories of Bahá'u'lláh, Oxford, UK, George Ronald, 1986, ISBN 0-85398-243-0.

- Hatcher, J.S., The Ocean of His Words: A Reader's Guide to the Art of Bahá'u'lláh, Wilmette, Illinois, USA, Bahá'í Publishing Trust, 1997, ISBN 0-87743-259-7.

- Hatcher, W.S., & Martin, J.D., The Bahá'í Faith: The Emerging Global Religion, Wilmette, Illinois, USA, Bahá'í Publishing Trust, 1998, ISBN 0-87743-264-3.

- D. Hofman, Commentary on the Will and Testament of 'Abdu'l-Bahá, Oxford, UK, George Ronald, 1982, ISBN 0-85398-158-2.

- Khan, J.A., & Khan, P., Advancement of Women: A Bahá'í Perspective, Wilmette, Illinois, USA, Bahá'í Publishing Trust, 2003, ISBN 1-931847-03-7.

- J.A. Khan, Prophet's Daughter: The Life and Legacy of Bahíyyih Khánum, Outstanding Heroine Of The Bahá'í Faith, Wilmette, Illinois, USA, Bahá'í Publishing Trust, 2005, ISBN 1-931847-14-2.

- W. Momen, A Basic Bahá'í Dictionary, Oxford, UK, George Ronald, 1989, ISBN 0-85398-231-7.

- J. Ruhe-Schoen, A Love Which Does Not Wait, Riviera Beach, Florida, USA, Palabra Publications, 1998, ISBN 1-890101-17-6.

- Nader Saiedi, Gate of the Heart, Waterloo, ON, Wilfrid Laurier University Press, 2008, ISBN 978-1-55458-035-4.

- Salmani, Ustad Muhammad-`Aliy-i, the Barber, Gail, Marizieh (tr.), My Memories of Bahá'u'lláh, Los Angeles, USA, Kalimát Press, 1982, ISBN 0-933770-21-9.

- John Walbridge, Sacred Acts, Sacred Space, Sacred Time, Oxford, UK, George Ronald, 1996, ISBN 0-85398-406-9.

- B. Whitmore, The Dawning Place, Wilmette, Illinois, USA, Bahá'í Publishing Trust, 1984, ISBN 0-87743-192-2.

- Zarqáni, Mírzá Mahmúd-i-, Mahmúd's Diary: Chronicling `Abdu'l-Bahá's Journey to America, Oxford, UK, George Ronald, 1998  [1913], ISBN 0-85398-418-2.

### Periodici
- The Journal of Bahá'í Studies (Pub. since 1988 by the Association for Bahá'í Studies (North America)) available online at www.bahai-studies.ca/journal.php — leading Bahá'í studies periodical
- The Bahá'í Studies Review (Pub. since 1991 by the Association for Bahá'í Studies (English-Speaking Europe)) available online at www.bahai-library.org/bsr Archiviato il 25 giugno 2009 in Internet Archive. and www.breacais.demon.co.uk/abs — leading Bahá'í studies periodical
- The Bahá'í World
- Herald of the South (Pub. since 1925)
- One Country (2000-present)
- Star of the West (Pub. 1910-1924)
- Varqá - International Children's Magazine (Pub. 1970-1986 and 2004-present)
- World Order Magazine (Pub. 1935-1949 and 1966-present)
- OJBS: Online Journal of Bahá'í Studies (Pub. since 2007 by the Association for Bahá'í Studies New Zealand Archiviato il 19 febbraio 2019 in Internet Archive. available online at  Archiviato il 27 febbraio 2009 in Internet Archive.